# Kenitra
Kenitra (en árabe: القنيطرة‎, al-qunayṭera; en lenguas bereberes, ⵇⵏⵉⵟⵔⴰ; en francés: Kénitra) es una ciudad de Marruecos, anteriormente conocida como Port-Lyautey. Se encuentra en la costa de Marruecos, junto a la desembocadura del río Sebú, zona donde abundan las lagunas y marismas.
Capital de provincia dentro de la región de Rabat-Salé-Kenitra. Es un puerto fluvial (el único en Marruecos) en el río Sebú, y tiene una población de 431 282 habitantes según el censo del año 2014.

## Toponimia
Existen diversas teorías sobre el origen del nombre de Kenitra. La más notable es que había un pequeño puente antiguo (Quneitra en árabe) sobre el río Sebo en el sitio actual de la ciudad, y el sitio era conocido por su nombre antes de la fundación de la ciudad, y después de la independencia de Marruecos el nombre francés de la ciudad Port-Lyautey fue reemplazado con su antiguo nombre Quneitera , pronunciado (konetera) .
Cabe señalar que el puente fue destruido por las autoridades coloniales francesas en 1928 bajo la supervisión del ingeniero Ferras para construir un ferrocarril que uniera Kenitra y Sidi Kacem.

## Historia
La historia de la ciudad de Kenitra, en sí misma, no supera los 120 años, aunque está muy relacionada con la Kasbah de Mehdía, cuya construcción se remonta al siglo VI a. C. por Hannón el Navegante Cartaginés, quien la levantó sobre una meseta rocosa en la desembocadura del río Sebou sobre las ruinas de la ciudad de Thymiaterion.

### Edad Antigua
Su historia es compartida con la antigua y cercana Mehdía. Los primeros asentamientos del lugar se remontan a los fenicios, que la fundaron bajo el nombre de Thymiaterion. Con los romanos se le dio el nombre Subur.

### Edad Media
En la Edad Media, fue llamada Al Mehdiya Maamora. Los almohades la convirtieron en un centro de defensa estratégico y durante el siglo XII, el sultán Abdel Moumen había instalado un arsenal para la construcción de barcos.
Durante el siglo XVI, la ciudad fue ocupada por los portugueses y posteriormente por los españoles y en 1681 fue reconquistada por los marroquíes, bajo el reinado sultán alauí Mulay Ismail. Desde entonces, la ciudad se llama Al Mehdiya.
El sultán construiría en la actual ciudad una qasba, llamada kenitra (‘puente’) para refugio de sus tropas que controlaban los corsarios del río Sebú. Estaba rodeada por la cabila de los Beni, que se extendía hacia la zona del Gharb.

### Edad Moderna

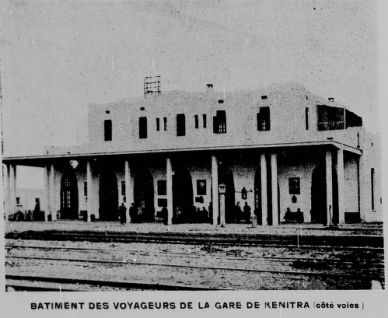
Estación de Kenitra en 1924

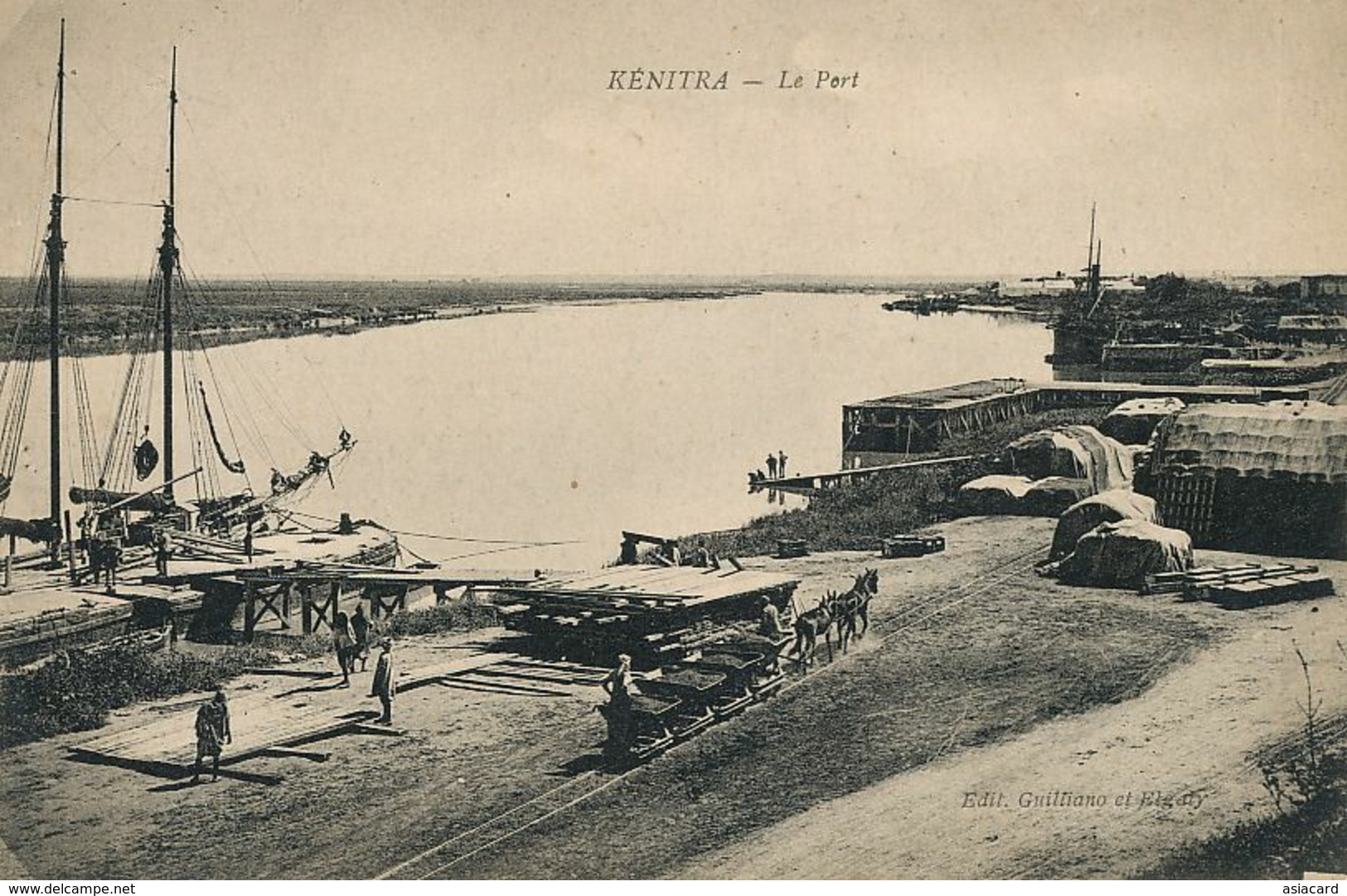
El Puerto de Kenitra, al comienzo del protectorado.

La ciudad moderna actual fue fundada en 1913 por los franceses, a 7 km de la desembocadura del río. Tras la construcción de la línea férrea Fes-Sale, la transforman en puerto fluvial cívico-militar, base de hidroaviones, militares y civiles que realizaban la rutas del sur.
Antes del protectorado francés, existía en la zona solamente la kasbah de Mehdía. El primer general residente de Marruecos, Hubert Lyautey, fundó en 1912 el fuerte, el puerto y la ciudad. El puerto de Kenitra fue abierto en 1913.

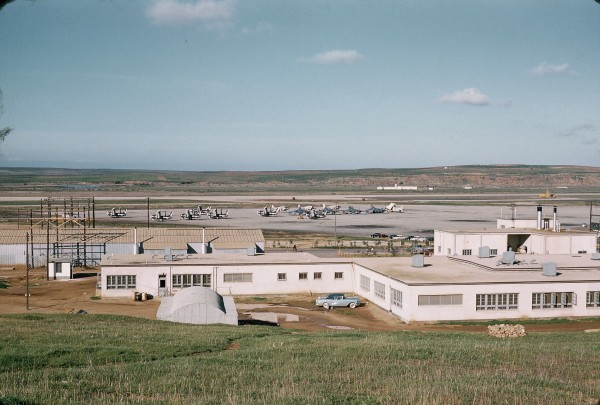
Estación aeronaval de Estados Unidos en Kenitra

### SigloXX: Base naval estadounidense

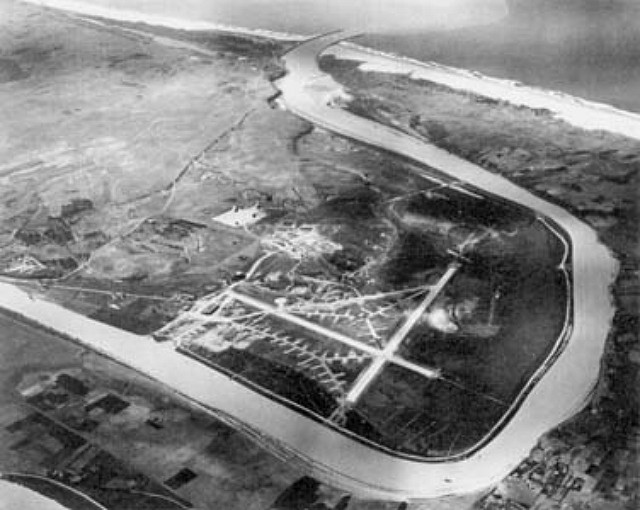
Estación aeronaval Port Lyautey

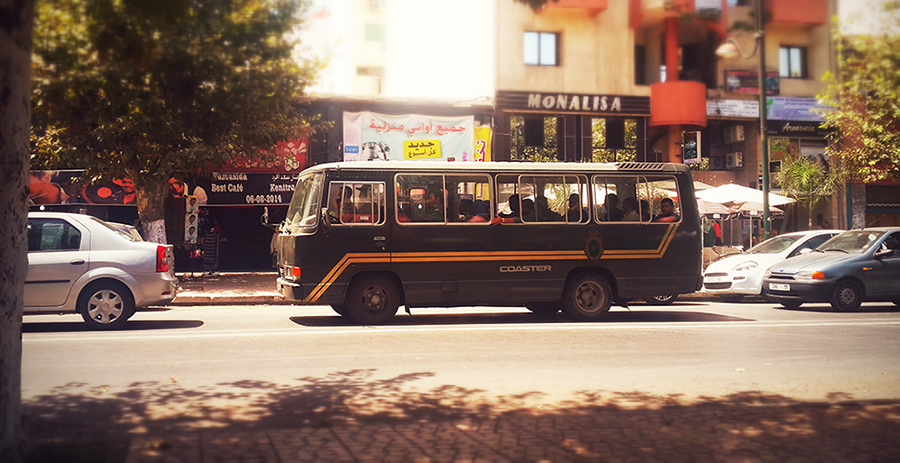
Autobús de la base aérea, Kenitra.

Conocida en esa época como Port-Lyautey, fue creciendo su población rápidamente y, en 1942, durante la Segunda Guerra Mundial, desembarcan en el puerto tropas estadounidenses, en la conocida como Operación Torch, que constituirán una base aérea junto al río Sebú.
Es, además, importante centro penitenciario y militar con una base aérea del ejército marroquí. La Operación Torch de Estados Unidos usó las instalaciones francesas como base y, más tarde, estas se expandieron hasta convertir Kenitra en estación aeronaval estadounidense. La base fue compartida entre los Estados Unidos y Marruecos durante la Guerra Fría. La estación aérea fue cerrada en 1991.

### SigloXXI: Revolución industrial
Hoy llamada ciudad de las Margaritas, es capital de la rica región agrícola Garb-Chrarda-Beni Hsen, y tiene una importante industria, pues es la cuarta ciudad industrial del país, con industrias de transformación, especialmente la automovilística (Grupo PSA, Citroën-Peugeot, «Atlantic free zone»).
Puerto pesquero, comercial regional, nudo de comunicaciones y sede de la universidad de Ibn Tufail.

## Símbolos

El escudo de armas de la ciudad de Kenitra

El escudo de armas de la ciudad de Kenitra está blasonado de la siguiente manera: «Sinople con puente de plata de dos arcos rematado por una cigüeña del mismo y flotando sobre tres ondas del mismo, con orla ondulada de oro con siete tintas bucales, tres en jefe, tres en flanco diestro, tres en flanco siniestro, el siniestro de la punta posada en trinchera, el de la diestra de la punta posada en corte. El escudo está estampado con la corona real marroquí».

## Geografía

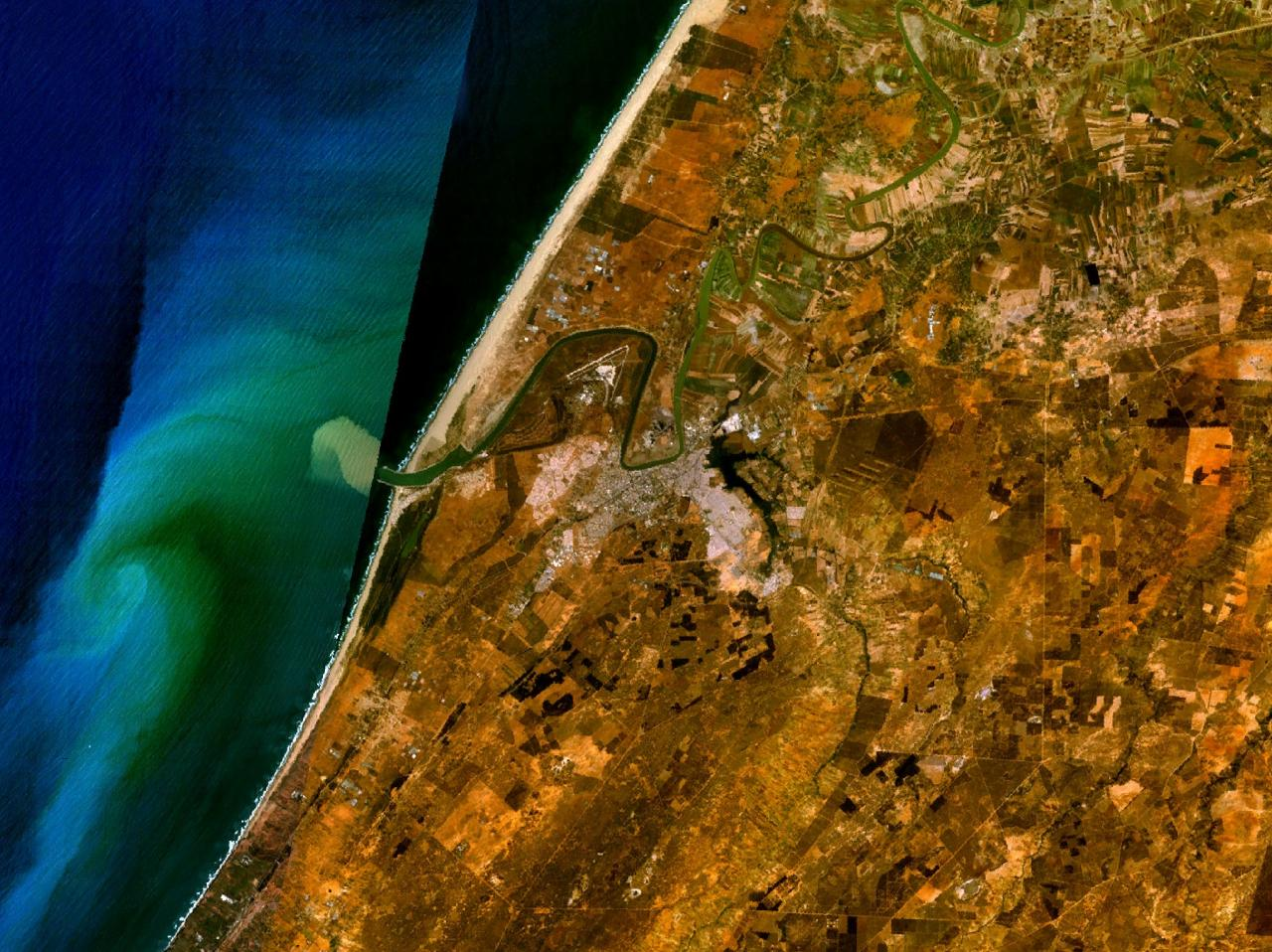
Una vista aérea de la ciudad de Kenitra

### Topografía
La ciudad de Kenitra se encuentra a 8 km de la costa atlántica del lado Noroeste de Marruecos, justo en el comienzo del estuario del río Sebú, en la orilla sur del río.

### Clima
Kenitra tiene un clima mediterráneo de verano caluroso.

## Economía

### Industria
En la actualidad y desde el año 2019, se halla habitado el fabricante de vehículos STELLANTIS (fruto del acuerdo franco-italo-estadounidense, entre FCA, Fiat - Chrysler y PSA Group, Peugeot - Citroën - Opel); donde se fabrican los últimos y más modernos vehículos del conglomerado, entre ellos vehículos industriales del modelo Berlingo, Riffter, el Citroën Ami (eléctrico 100%), y, también se baraja la producción en 2022 - 2023 del nuevo Fiat Centoventti. 
En julio de 2022, el Grupo se halla también en negociaciones con el gobierno de Rabat, para la creación junto a Renault - Nissan de una Gigafactoria de Baterías en la zona para surtir toda la producción de vehículos que son producidos en África, así como para la exportación a países como España, donde STELLANTIS y Renault poseen, ambas, varias factorías de producción de automóviles.

## Administración y política

### Organización territorial
Ubicada en el noroeste del país, la provincia de Kenitra, perteneciente a la región de Rabat-Salé-Kenitra, limita al norte con las provincias de Larache y Ouezzane, al oeste con el Océano Atlántico, al este con las provincias de Sidi Kacem y Sidi Slimane, y al sur con la prefectura de Salé y la provincia de Khémisset.
Está conformada por 5 círculos, 3 comunas urbanas y 20 comunas rurales.

Región de Rabat Salé Kenitra

Kenitra se divide en cuatro zonas administrativas:
- Kenitra Medina
- Kenitra Maamora
- Kenitra Saknia
- Oulad Oujih

### Áreas y vecindarios
- Medina
  - Khabazate
  - poste
  - La Cigogne
  - Mellah
  - Bab Fes
  - Riad
  - Atlas
  - Ittihad
- Ciudad Nueva
  - Centre Ville
  - Bir Rami
  - Mimosa
  - Ville Haute
  - Maamora
  - La gare
  - La Cité
  - Siad
- Distritos populares
  - Saknia
  - Oulad Oujih
  - Haddada
  - Kasba Mehdia
  - Fouarate

## Servicios

### Educación

#### Universidad Ibn Tufail
Creada el 23 de octubre de 1989, la Universidad Ibn Tufaïl está ubicada en la región de Rabat-Salé-Kenitra, conocida por ser una de las regiones más ricas de Marruecos, en particular por sus fortalezas en áreas de crecimiento económico (agricultura, agroalimentación, medio ambiente, automoción, tecnología, etc.).
Dado su potencial, la Universidad Ibn Tufaïl está llamada a desempeñar un papel de liderazgo en el apoyo a estos sectores y segmentos de alto valor añadido.
La Universidad Ibn Tufail de Kenitra cuenta con las siguientes facultades e institutos:
- ENCG Kenitra (École Nationale de Commerce et de Gestion de Kénitra)
- La Facultad de Lenguas y Letras
- Facultad de Economía y Gestión
- Facultad de Ciencias
- Facultad de Ciencias Jurídicas y Económicas
- ENSA Kenitra (Ecole Nationale des Sciences Appliquées)
- EST Kenitra (Ecoles Supérieures de Technologie)
- ENSC Kenitra (Ecole Nationale Supérieure de Chimie)
- ESEF Kenitra (Ecole Supérieure de l'Education et de la Formation)
- IMS Kenitra (Institut des Métiers de Sport)

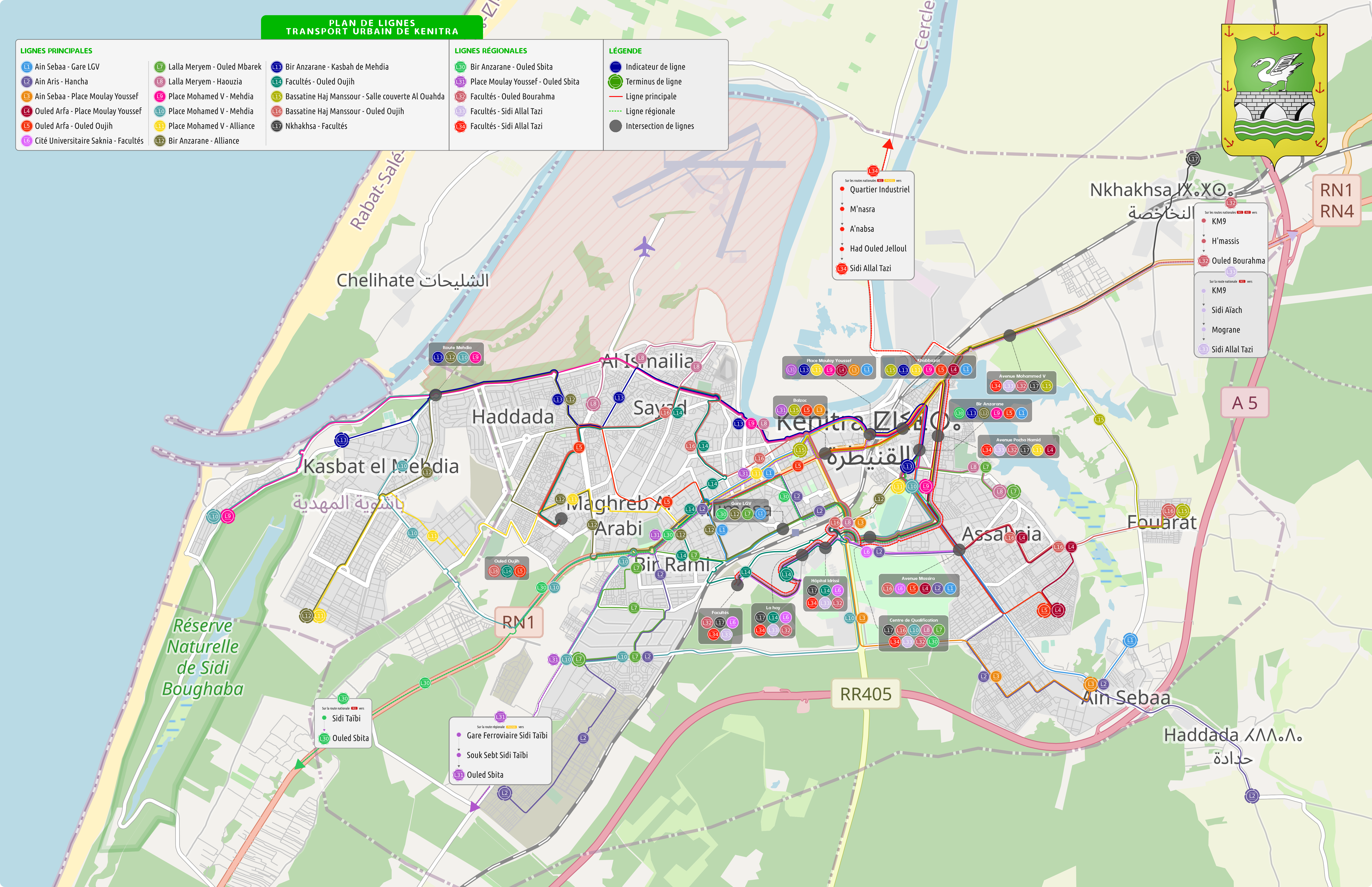
Líneas de autobús Kenitra

### Transporte

#### Transporte urbano

##### Autobús
El autobús urbano de Kenitra es un servicio público de transporte urbano de la ciudad de Kenitra, operado por la empresa Foughal,  con un ratio de viajes por habitante al año muy alto, es una de las ciudades marroquíes donde más se utiliza el autobús.
Desde enero de 2022, las líneas de autobús de Kenitra son las siguientes:
| Número | Trayecto | Operador        |
| ------ | --- | --------------- |
| N1     | Gare de Kenitra - Bir Anzaran - Ain Sbaa                                                                                | Foughal autobús |
| N2     | Ain Sbaa - Gare de Kenitra - Hancha                                                                                     | Foughal autobús |
| N3     | Plaza Mulay Yusef - Marjane - Ain Sbaa                                                                                  | Foughal autobús |
| N4     | Plaza Mulay Yusef - Bab Fes - Oulad Arfa                                                                                | Foughal autobús |
| N5     | Oulad Arfa - Centre Ville - Oulad Oujih                                                                                 | Foughal autobús |
| N6     | Campus Universitario Saknia - Universidad Ibn Tufail                                                                    | Foughal autobús |
| N7     | Hay Lala Mariam - Gare de kenitra - Bir Rami Sur                                                                        | Foughal autobús |
| N8     | Hay Lala Mariam - Bab Fes - Taybia                                                                                      | Foughal autobús |
| N9     | Plaza Muhammed V - La Ville Haute - Mehdía                                                                              | Foughal autobús |
| N10    | Plaza Muhammed V - Gare de Kenitra - Aswak Assalam - Mehdía                                                             | Foughal autobús |
| N11    | Bir Anzaran - Centre Ville - Alliance                                                                                   | Foughal autobús |
| N12    | Bir Anzaran - Gare de Kenitra - Oulad Oujih - Haddada - Kasba - Alliance                                                | Foughal autobús |
| N13    | Bir Anzaran - La Ville Haute - le Vallon - Kasba Mehdia                                                                 | Foughal autobús |
| N14    | Universidad Ibn Tufail - Hospital Idrissi - Bir rami Oeste - Oulad Oujih                                                | Foughal autobús |
| N15    | Municipalité de kenitra - Bab Fes - Fouarat - haj Mensur                                                                | Foughal autobús |
| N16    | Haj Mensur - Massira - Centre Ville - Le Vallon - Oulad Oujih                                                           | Foughal autobús |
| N17    | Universidad Ibn Tufail - Hospital Idrissi - Saknia - Bab Fes - Assam - N'jajssa                                         | Foughal autobús |
| N30    | Plaza Muhammed V - Aswak Assalam - Oulad M'barak - Hancha - Sidi Taybi - Oulad Sbita                                    | Foughal autobús |
| N31    | Plaza Mulay Yusef - Bir Rami - Oulad M'barek - Hancha - Sidi Taybi                                                      | Foughal autobús |
| N32    | Universidad Ibn Tufail - Hospital Idrissi - Saknia - Bab Fes - Assam - KM9 - Atlantic Free Zone                         | Foughal autobús |
| N33    | Universidad Ibn Tufail - Hospital Idrissi - Saknia - Bab Fes - Assam - KM9 - Sidi Ayach - Almagran - Sidi Allal Tazi    | Foughal autobús |
| N34    | Universidad Ibn Tufail - Hospital Idrissi - Saknia - Takkadum - Oulad Berjal - Lamnassra - Ben Mansur - Sidi Allal Tazi | Foughal autobús |

#### Otros
El servicio de taxis de Kenitra resulta muy característico e inconfundible por sus característicos colores: los vehículos son de color amarillo claro.

#### Transporte interurbano

##### Ferrocarril

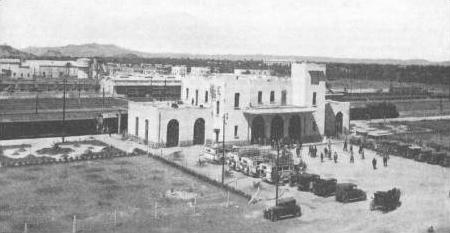
Antigua estación de Kenitra

La ciudad cuenta con una estación ferroviaria: Kenitra-Ville. La estación de Kenitra fue construida en 1920, 3 km al sur de la primera estación de la ciudad, Kenitra-Medina, que data de 1913, cuando el general francés Hubert Lyautey decidió adoptar Kenitra como base del ferrocarril que une Salé a Fez. Está ubicado en el distrito de Maâmoora, cerca del centro de la ciudad y del hospital regional Al Idrissi.

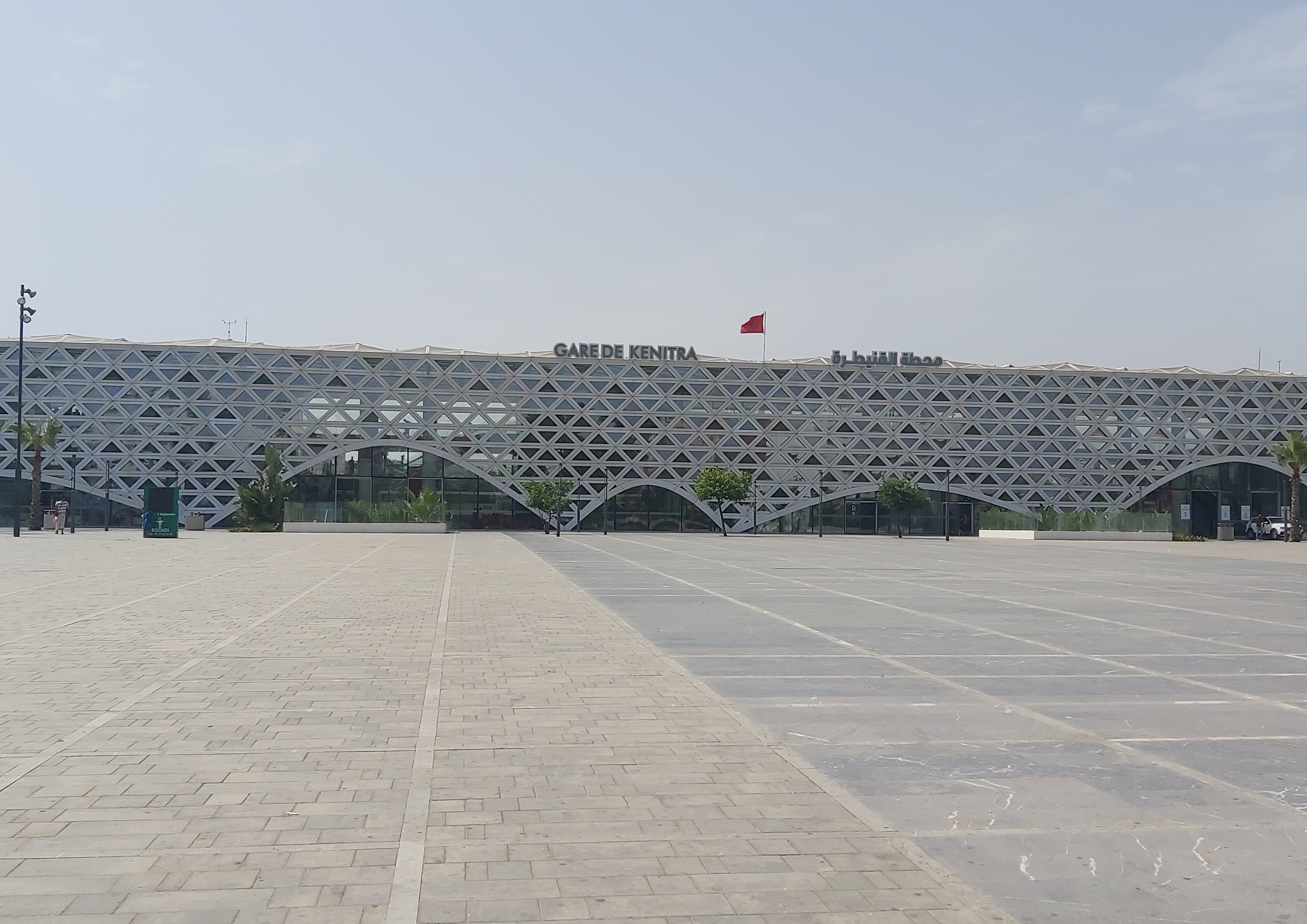
Nueva estación de tren de Kenitra (Gare de Kenitra)

La estación se conectó primero por una sola vía de 0,60 metros a Salé, luego a Uezan a partir de 1922. Posteriormente, se construyó una vía de ancho estándar entre Kenitra y Casablanca y se electrificó a partir de 1931. Paralelamente, una vía transversal conectaba la estación con Sidi Kacem, reforzando su importancia en la red ferroviaria marroquí.
En 1992, la duplicación de la línea electrificada Kenitra-Salé permitió a la estación recibir TNR de Casablanca. Un tren de enlace, el TNR, conecta la ciudad con Tánger, Rabat y Casablanca cada treinta minutos.

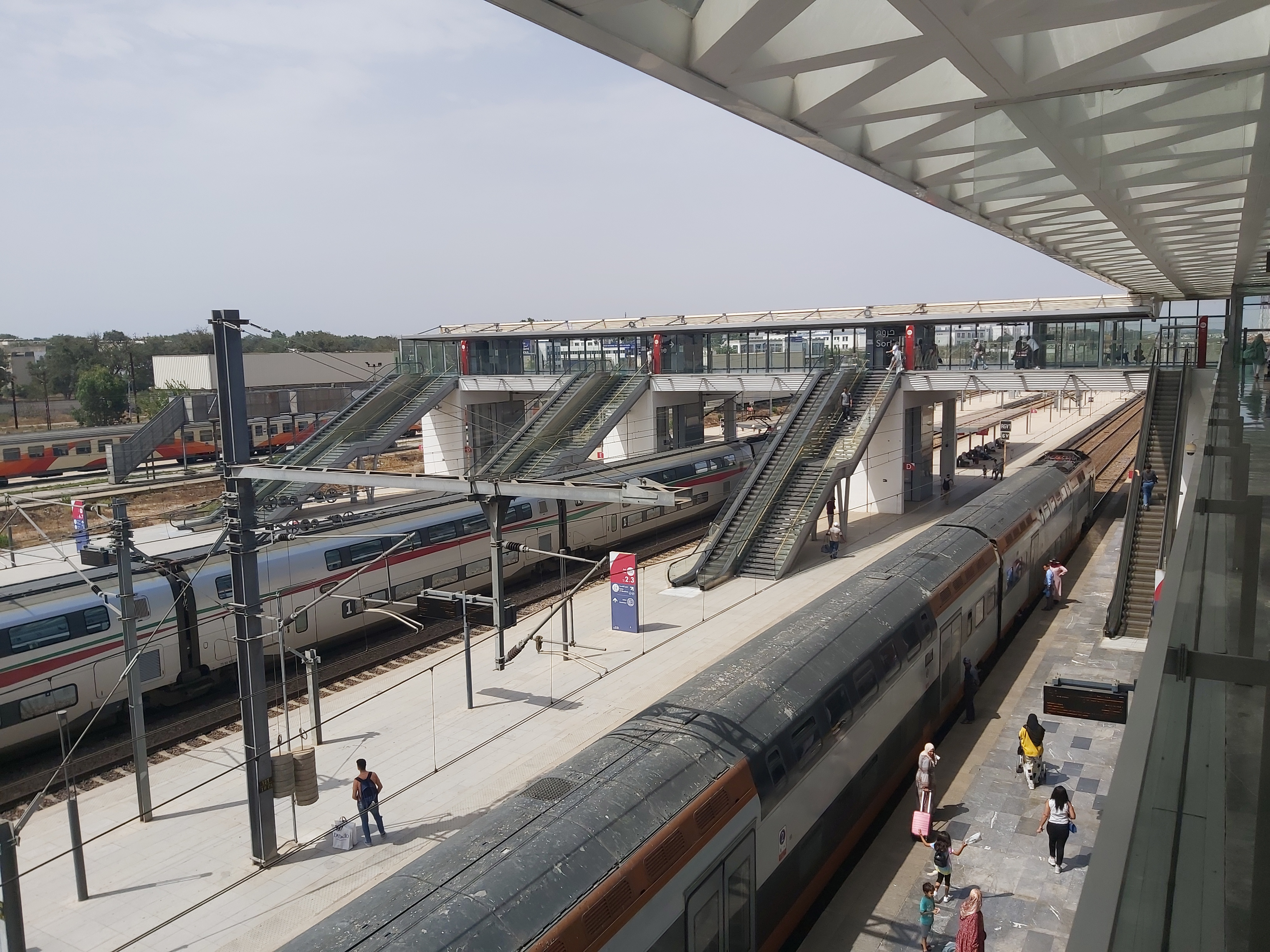
Tren AlBoraq en la estación de Kenitra

Desde 2018, recibe trenes Al Boraq (utilizando el LGV Tánger-Kenitra), lo que sitúa a Kenitra a 50 minutos de Tánger. La estación se ha beneficiado de una importante remodelación en este contexto.

##### Autopista
La ciudad de Kenitra es atravesada por la Autopista del Norte o A1 que es una autopista marroquí que tiene su inicio en el enlace A3-A1, en Rabat, y termina como autopista en el enlace A1-A4, en las proximidades de Tánger.

##### Transporte aéreo
La principal puerta de acceso a Kenitra para viajeros internacionales, y muchos nacionales es el aeropuerto de Rabat-Sale a 25 km al sur de la ciudad.

## Cultura

### Idiomas
Actualmente, en el área metropolitana de Kenitra, debido a la gran inmigración recibida durante los últimos años de todas las partes de Marruecos, se hablan varios lenguas (árabe marroquí, francés, tashelhit, tarifit, tamazight, etc.), pero la inmensa mayoría de la población habla árabe marroquí (Darija).

### Asociaciones
- Association Nationale des Professeurs agreges du Maroc —ANAPAM—

## Deportes
- KAC de Kenitra; club de fútbol.
- Ajax Kenitra; club de futsal.

## Ciudades hermanadas
Kenitra mantiene una relación de hermanamiento con las siguientes ciudades:
- Hammam Lif (Túnez), desde 1982.
- Tavira (Portugal).
- Konya (Turquía).
- Bergerac (Francia).